# Saint-Martin-d’Audouville
Saint-Martin-d’Audouville település Franciaországban, Manche megyében. Lakosainak száma 153 fő (2022. január 1.). Saint-Martin-d’Audouville Octeville-l’Avenel, Lestre, Saint-Germain-de-Tournebut és Vaudreville községekkel határos.

## Népesség
A település népessége az elmúlt években az alábbi módon változott:
| Lakosok száma | 145  | 119  | 117  | 116  | 135  | 134  | 131  | 128  | 136  | 153  |
|               | 1968 | 1982 | 1990 | 2006 | 2013 | 2015 | 2017 | 2019 | 2020 | 2022 |